# Галик Алімпій

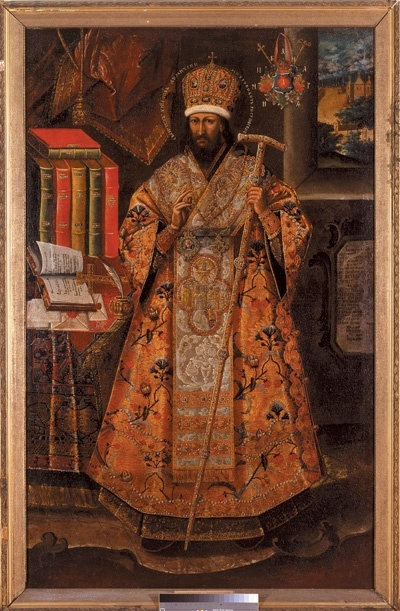
Портрет Дмитра Туптала. Олія на дошці. 205х105 см. Друга половина XVIII ст

Яков Галик, Алі́мпій Га́лик, Алі́пій (бл. 1685, Богуслав, Київщина, Гетьманщина — 1763, Київ, Гетьманщина) — київський живописець і гравер, ієромонах.

## Життєпис
Народився у 1685 році в Богуславі на Київщині.
З 1724 — іконописець Києво-Печерської лаври при очільниках малярні Іоанні та Феоктисті.
У 1744-1755 — керівник Лаврської іконописної майстерні. У 1744 упав з риштовання біля Троїцької брами й пошкодив собі ноги. У 1755 скаржився архімандриту Лаври на погіршення зору й попросив звільнити з посади керівника Лаврської майстерні й дозволити оселитися на дальніх печерах. 17 серпня 1755 року архімандрит Лука дозволив Алімпієві жити на дальніх печерах, але той мав запропонувати кандидатуру на своє місце.
Писав ікони, композиції на біблійні сюжети, портрети сучасників. Виконав написання ікон для іконостасів та настінні розписи церков у Китаєві, Пирогові, Осокорках, Голосієві (істор. місцевості Києва), с. Пакуль (нині село Чернігівського району Чернігівської обл.).
Брав участь у розписах Успенського собору Києво-Печерської лаври (1724—1731), де створив галерею портретів історичних та тогочасних світських і духовних осіб. У 1754 написав ікони для церкви у фортеці святої Єлизавети (нині Кропивницький), портрети Петра I, імператриці Катерини I, принца Оранського, королеви Марії-Казиміри Собеської, 1759 — «страсні» ікони для Кирилівського монастиря (див. Кирилівська церква) в Києві. Вільно інтерпретував канонічні релігійні сюжети, наповнюючи їх актуальним ідейно-філософським змістом і живим почуттям. Автор малюнків у лаврських «кужбушках», срібної оправи Євангелія (1749) та чаші (1763). Алімпієві також приписується виконання ряду композицій у настінному розписі Троїцької Надбрамної церкви Києво-Печерської лаври.
Помер у травні 1768. Того ж року архієпископ синайський Кирил писав до Києво-Печерської лаври, що покійний ніби мав 3000 червонців, з яких 1200 заповів лаврі, а решту 1800, поділивши на три рівні частини, заповів передати до Єрусалиму, Синаю й Афону. З Лаври Кирилові відписали, що Алімпій не залишив жодного майна, окрім кількох ікон.
Похований у Києві в Успенському соборі Києво-Печерської лаври. У «кужбушках» (альбомах малюнків і гравюр) Лаврської іконописної майстерні збереглися ескізи, портрети, гравюри майстра (лики Ісуса Христа, Богородиці, святої Варвари та ін.). 

## Вшанування пам'яті
У місті Київ є вулиця Алімпія Галика.